# Lijst van rijksmonumenten in Tienhoven (Stichtse Vecht)
De plaats Tienhoven (Stichtse Vecht) telt 21 inschrijvingen in het rijksmonumentenregister. Hieronder een overzicht.

## Diverse rijksmonumenten
Deze 7 rijksmonumenten bevinden zich op verschillende plaatsen in en rond Tienhoven.
| Object                                     | Oorspronkelijke functie?  | Bouwjaar       | Architect        | Locatie          | Coördinaten?                 | Nr.?   | Afbeelding                   |
| ------------------------------------------ | ------------------------- | -------------- | ---------------- | ---------------- | ---------------------------- | ------ | ---------------------------- |
| De Trouwe Waghter                          | Industrie- en poldermolen | 1832           |                  | Dwarsdijk 12     | 52° 10' 19" NB, 5° 5' 32" OL | 26483  | Meer afbeeldingen            |
| Stuw                                       | Waterkering en -doorlaat  | vroeg 20e eeuw |                  | Dwarsdijk bij 12 | 52° 10' 19" NB, 5° 5' 32" OL | 26484  | Meer afbeeldingen            |
| Langhuisboerderij                          | Boerderij                 | 1833           |                  | Nieuweweg 2      | 52° 10' 23" NB, 5° 4' 46" OL | 26485  | Meer afbeeldingen            |
| Vredegoed, langhuisboerderij               | Boerderij                 | 1906           | W. van Vreeswijk | Heuvellaan 5     | 52° 9' 30" NB, 5° 5' 33" OL  | 524854 | Vredegoed, langhuisboerderij |
| Vredegoed, wagenschuur                     | Boerderij                 | 1906           | W. van Vreeswijk | Heuvellaan bij 5 | 52° 9' 30" NB, 5° 5' 33" OL  | 524855 | Vredegoed, wagenschuur       |
| Vredegoed, toegangshekwerk                 | Erfscheiding              | 1906           | Ares Vonk (smid) | Heuvellaan bij 5 | 52° 9' 47" NB, 5° 6' 5" OL   | 524856 | Vredegoed, toegangshekwerk   |
| Dwarshuisboerderij met tuinhuis/theekoepel | Boerderij                 | 1902           |                  | Heuvellaan 1     | 52° 9' 33" NB, 5° 5' 28" OL  | 524869 | Meer afbeeldingen            |

## Fort bij Tienhoven
De volgende 14 rijksmonumenten op en rond het Fort bij Tienhoven zijn onderdeel van de Nieuwe Hollandse Waterlinie.
| Object                                                                                          | Oorspronkelijke functie?  | Bouwjaar  | Architect | Locatie                | Coördinaten?                 | Nr.?   | Afbeelding                                                        |
| ----------------------------------------------------------------------------------------------- | ------------------------- | --------- | --------- | ---------------------- | ---------------------------- | ------ | ----------------------------------------------------------------- |
| Nieuwe Hollandse Waterlinie Cluster 20. Fort bij Tienhoven: Fortaanleg en resten van aardwerken | Fort, vesting en -onderdl | 1848-1850 |           | Nieuweweg tegenover 20 | 52° 9' 43" NB, 5° 1' 49" OL  | 531468 | Meer afbeeldingen                                                 |
| Fort bij Tienhoven: Bomvrij wachthuis (gebouw A).                                               | Militair wachtgebouw      | 1848-1850 |           | Nieuweweg tegenover 20 | 52° 9' 43" NB, 5° 1' 48" OL  | 531469 | Meer afbeeldingen                                                 |
| Fort bij Tienhoven: Ruineuze resten van bomvrij Wachthuis (gebouw B).                           | Militair wachtgebouw      | 1880      |           | Nieuweweg tegenover 20 | 52° 9' 44" NB, 5° 1' 45" OL  | 531470 | Meer afbeeldingen                                                 |
| Fort bij Tienhoven: Fortwachterswoning.                                                         | Bijgebouwen               | 1893-1894 |           | Nieuweweg 20           | 52° 9' 41" NB, 5° 1' 45" OL  | 531471 | Meer afbeeldingen                                                 |
| Fort bij Tienhoven: Houten loods.                                                               | Bijgebouwen               |           |           | Nieuweweg 20           | 52° 9' 40" NB, 5° 1' 45" OL  | 531472 | Meer afbeeldingen                                                 |
| Fort bij Tienhoven: Gietstalen koepelkazematten type G.                                         | Kazemat                   |           |           |                        | 52° 9' 39" NB, 5° 1' 47" OL  | 531473 | Meer afbeeldingen                                                 |
| Fort bij Tienhoven: Groepsschuilplaatsen type P.                                                | Bomvrij militair object   |           |           |                        | 52° 9' 47" NB, 5° 1' 50" OL  | 531474 | Meer afbeeldingen                                                 |
| Fort bij Tienhoven: Damsluis/Duiker.                                                            | Fort, vesting en -onderdl |           |           |                        | 52° 9' 42" NB, 5° 1' 52" OL  | 531475 | Meer afbeeldingen                                                 |
| Bij Fort bij Tienhoven (Cluster 21): Groepsschuilplaatsen type P.                               | Bomvrij militair object   |           |           |                        | 52° 9' 51" NB, 5° 1' 15" OL  | 531479 | Bij Fort bij Tienhoven (Cluster 21): Groepsschuilplaatsen type P. |
| Bij Fort bij Tienhoven: Restant Gietstalen koepelkazemat type G.                                | Kazemat                   |           |           |                        | 52° 9' 17" NB, 5° 1' 33" OL  | 531480 | Bij Fort bij Tienhoven: Restant Gietstalen koepelkazemat type G.  |
| Kraaienestersluis                                                                               | Fort, vesting en -onderdl |           |           |                        | 52° 9' 32" NB, 5° 1' 10" OL  | 531481 | Meer afbeeldingen                                                 |
| Bij Fort bij Tienhoven: Damsluis B (bij bocht Tienhovensche Vaart).                             | Fort, vesting en -onderdl | 1879-1880 |           | Nieuweweg tegenover 20 | 52° 9' 41" NB, 5° 1' 38" OL  | 531482 | Meer afbeeldingen                                                 |
| Bij Fort bij Tienhoven: Damsluis A (bij Tienhoven).                                             | Fort, vesting en -onderdl |           |           |                        | 52° 10' 22" NB, 5° 4' 44" OL | 531483 | Bij Fort bij Tienhoven: Damsluis A (bij Tienhoven).               |
| Bij Fort bij Tienhoven: Tankversperring.                                                        | Fort, vesting en -onderdl |           |           |                        | 52° 9' 47" NB, 5° 2' 5" OL   | 531484 | Bij Fort bij Tienhoven: Tankversperring.                          |